# Кареда (футбольный клуб)
«Кареда» (лит. FK Kareda Kaunas) — прекративший существование литовский футбольный клуб. Последние годы своего существования базировался в городе Каунас.

## История команды
Клуб «Кареда» берёт начало в 1935 году, когда был основан клуб «Сакалас» в городе Шяуляй. За время своего существования клуб сменил несколько названий, в итоге получив имя «Кареда» в 1996 году, в 2000 году команда перебралась из Шяуляя в Каунас. В советские годы клуб выступал в чемпионате Литовской ССР, и дважды, в 1969 и 1977 годах, побеждал в нём. С появлением чемпионата независимой Литвы «Кареда» стала выступать в высшей лиге национального первенства и выступала в ней вплоть до сезона 2000/01, после которого, несмотря на занятое высокое пятое место, клуб был переведён во второй по силе дивизион. Наиболее успешно «Кареда» выступала в середине 1990-х годов, когда она дважды побеждала в чемпионате Литвы, дважды становилась вице-чемпионом и также дважды завоёвывала Кубок Литвы. В конце 1990-х «Кареда» четыре сезона подряд играла в еврокубках, но не смогла одержать ни единой победы и ни разу не проходила квалификационный раунд. Последние три года своего существования клуб играл во втором по силе дивизионе Литвы, а в 2003 году прекратил своё существование.

## Достижения
- Чемпионат Литвы:
  - Чемпион (2): 1997, 1998.
  - Вице-чемпион (2): 1996, 1999.
- Кубок Литвы:
  - Обладатель (2): 1996, 1999.
- Суперкубок Литвы:
  - Обладатель (1): 1996.
  - Финалист (1): 1998.

## Предыдущие названия
- 1935—1954 «Сакалас» Шяуляй
- 1954—1961 «Статибининкас» Шяуляй
- 1961—1962 «Сакалас» Шяуляй
- 1962—1990 «Статибининкас» Шяуляй
- 1990—1995 «Сакалас» Шяуляй
- 1995—1996 «Кареда-Сакалас» Шяуляй
- 1996—2000 «Кареда» Шяуляй
- 2000—2003 «Кареда» Каунас

## История выступлений в турнирах независимой Литвы
| Год     | Лига        | Место | Кубок |
| ------- | ----------- | ----- | ----- |
| 1991    | А-лига      | 9     | 1/2   |
| 1991/92 | А-лига      | 8     | 1/8   |
| 1992/93 | А-лига      | 10    | 1/8   |
| 1993/94 | А-лига      | 9     | 1/16  |
| 1994/95 | А-лига      | 7     | 1/2   |
| 1995/96 | А-лига      | 2     | Кубок |
| 1996/97 | А-лига      | 1     | 1/2   |
| 1997/98 | А-лига      | 1     | 1/2   |
| 1998/99 | А-лига      | 2     | Кубок |
| 1999    | А-лига      | 4     | 1/2   |
| 2000    | А-лига      | 5     | 1/4   |
| 2001    | Первая лига | 9     | 1/8   |
| 2002    | Первая лига | 10    | 1/16  |
| 2003    | Первая лига | 14    | -     |

## Выступления в еврокубках
| Сезон     | Турнир                   | Раунд                         | Соперник  | Дома | В гостях | Общий счёт |  |
| --------- | ------------------------ | ----------------------------- | --------- | ---- | -------- | ---------- |  |
| 1996/1997 | Кубок обладателей кубков | Предварительный раунд         | Сьон      | 0:0  | 2:4      | 2:4        |  |
| 1997/1998 | Лига чемпионов           | Первый квалификационный раунд | Анортосис | 1:1  | 0:3      | 1:4        |  |
| 1998/1999 | Лига чемпионов           | Первый квалификационный раунд | Марибор   | 0:3  | 0:1      | 0:4        |  |
| 1999/2000 | Кубок УЕФА               | Предварительный раунд         | Олимпия   | 2:2  | 1:1      | 3:3 (гв)   |  |

## Тренеры
- Ромуальдас Урникас (1966—1980е)
- Стасис Монкус (1991)
- Чесловас Урбонавичюс (1991—1992)
- Ритис Таворас (1992—1993)
- Стасис Монкус (1993—1994)
- Виргиниюс Любшис (1994—1995)
- Фёдор Финкель (1995—1996)
- Альгимантас Любинскас (1996—1997)
- Шендерис Гиршовичюс (1997—1998)
- Александр Пискарёв (1998—1999)
- Вальдемарас Мартинкенас (1999)
- Казимерас Брицкус (2000)